# レステック
レステック（Restek Corporation）は、米国のクロマトグラフィー製品メーカー。本社はペンシルベニア州ベルフォント。ガスクロマトグラフィー (GC) や高速液体クロマトグラフィー (HPLC) などの化学分析に用いる部品や、環境分析機器、試薬類を製造販売している。同社は米国の従業員持株制度の一種であるESOPを採用している。

## 沿革
- 1985年 - 米国ペンシルベニア州ベルフォントに設立
- 1995年 - 発行株式の25%をESOPへ転換
- 2009年 - 全発行株式をESOPへ転換

## 主な製品
- ガスクロマトグラフィー用カラム
- ガスクロマトグラフィー用インレットライナー
- 高速液体クロマトグラフィー用カラム
- ガス捕集装置
- バイアル
- シリンジ
- 標準試薬